# Sören Stegius
Sven Bertil Sören Stegius, född 23 juni 1945 i Solna församling, Stockholms län, är en svensk militär.

## Biografi
Stegius avlade officersexamen vid Krigsskolan 1970 och utnämndes samma år till löjtnant i armén, varefter han befordrades till kapten vid Svea ingenjörregemente 1973. Han var chef för Ingenjörtruppernas kadett- och aspirantskola 1974–1975. Han var 1979–1985 detaljchef vid Arméstaben, 1981 befordrad till major. Åren 1985–1986 var han kompanichef vid Svea ingenjörregemente och 1986–1988 bataljonschef vid Bodens ingenjörregemente, 1987 befordrad till överstelöjtnant. Han var avdelningschef vid Arméstaben 1988–1991. År 1991 befordrades han till överste och var chef för Bodens ingenjörregemente 1991–1993. Han tjänstgjorde 1993–1995 vid Personalledningen på Arméstaben och befordrades 1994 till överste av första graden. Åren 1995–1999 var han projektchef vid Högkvarteret och 1999–2000 ansvarig för personalomstrukturering.